# Atari 1040 STf

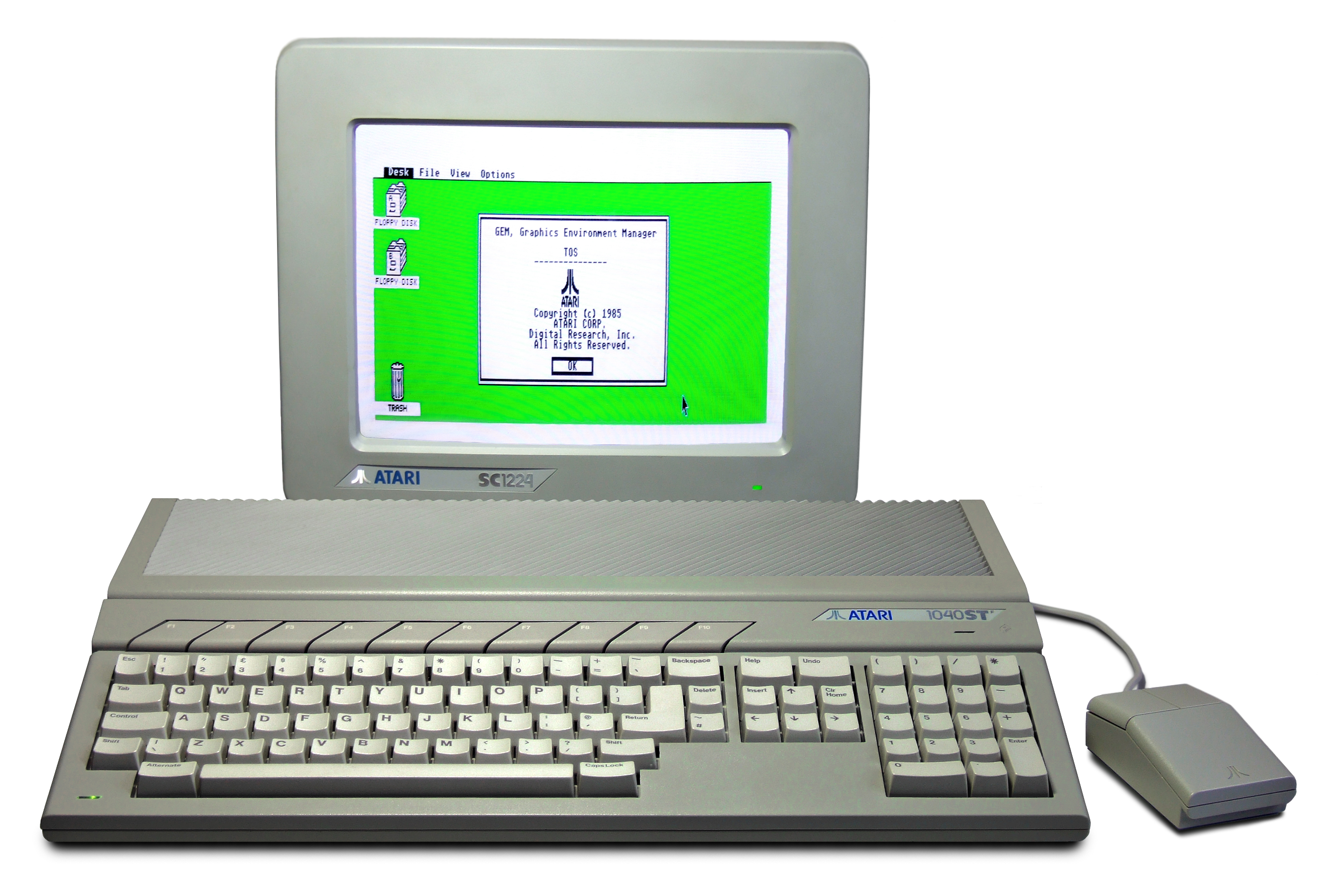
Atari 1040ST^{F}.

El Atari 1040 STf fue un ordenador de la línea Atari ST. Su CPU era un Motorola 68000 a 8 MHz, y contaba con 1024 KB de RAM. Como su hermano menor (el 512 STFM) incorporaba internamente la fuente de alimentación e igualmente también incorporaba los conectores de interfaz MIDI en el teclado.
- Datos: Q5710455